# Carinthischer Sommer
Carinthischer Sommer är en musik- och kulturfestival i det österrikiska förbundslandet Kärnten som har genomförts sedan 1969. Konserter ges i Ossiach, Villach och Tiffen.
Kända deltagare har bland annat varit Claudio Abbado, Leonard Bernstein, Rudolf Buchbinder, Peter Maxwell Davies, Gottfried von Einem, Jean Françaix, James Galway, Robert Holl, Gidon Kremer, Ernst Krenek, Christa Ludwig, Lorin Maazel, Zubin Mehta, Riccardo Muti, Roger Norrington, Boris Pergamenschikow och Horst Stein.